# Richard Kippist
Richard Kippist est un botaniste britannique, né le 11 juin 1812 à Stoke Newington et mort le 14 janvier 1882 à Chelsea, Londres.
Il est associé à la Société linnéenne de Londres en 1842 et bibliothécaire de cette société de 1842 à 1880. John Miers (1789-1879) lui dédie en 1872 le genre Kippistia de la famille des Hippocrateaceae.